# Вишнёвое (Калиновский район)
Вишнёвое (укр. Вишневе, до 1960 года — Поповка, укр. Попівка, с 1960 по 2016 год — Жовтневое, укр. Жовтневе) — село на Украине, находится в Калиновском районе Винницкой области.
Код КОАТУУ — 0521682209. Население по переписи 2001 года составляет 478 человек. Почтовый индекс — 22412. Телефонный код — 4333.
Занимает площадь 0,12 км².

## Адрес местного совета
22422, Винницкая область, Калиновский р-н, с. Уладовское, ул. Советская, 15